# Kráľovičove Kračany
Kráľovičove Kračany este o comună slovacă, aflată în districtul Dunajská Streda din regiunea Trnava. Localitatea se află la altitudinea de 117 m deasupra n.m., se întinde pe o suprafață de 13,28 km2 și în 2017 număra 1.056 de locuitori.

## Istoric
Localitatea Kráľovičove Kračany este atestată documentar din 1215.

## Demografie
| An:                | 1994 | 2004   | 2014   | 2024   |
| ------------------ | ---- | ------ | ------ | ------ |
| Număr de persoane: | 957  | 1036   | 1041   | 1129   |
| Diferență:         |      | +8,25% | +0,48% | +8,45% |

| An:                | 2023 | 2024   |
| ------------------ | ---- | ------ |
| Număr de persoane: | 1127 | 1129   |
| Diferență:         |      | +0,17% |